# 金属卤化物
金属卤化物是金属和卤素形成的化合物。金属卤化物有离子型的和共价型的。氯化钠、氟化铯等是典型的离子化合物，而共价化合物又可以分为两种：单分子型的（如六氟化铀）和聚合物型的（如氯化钯）。

## 制备

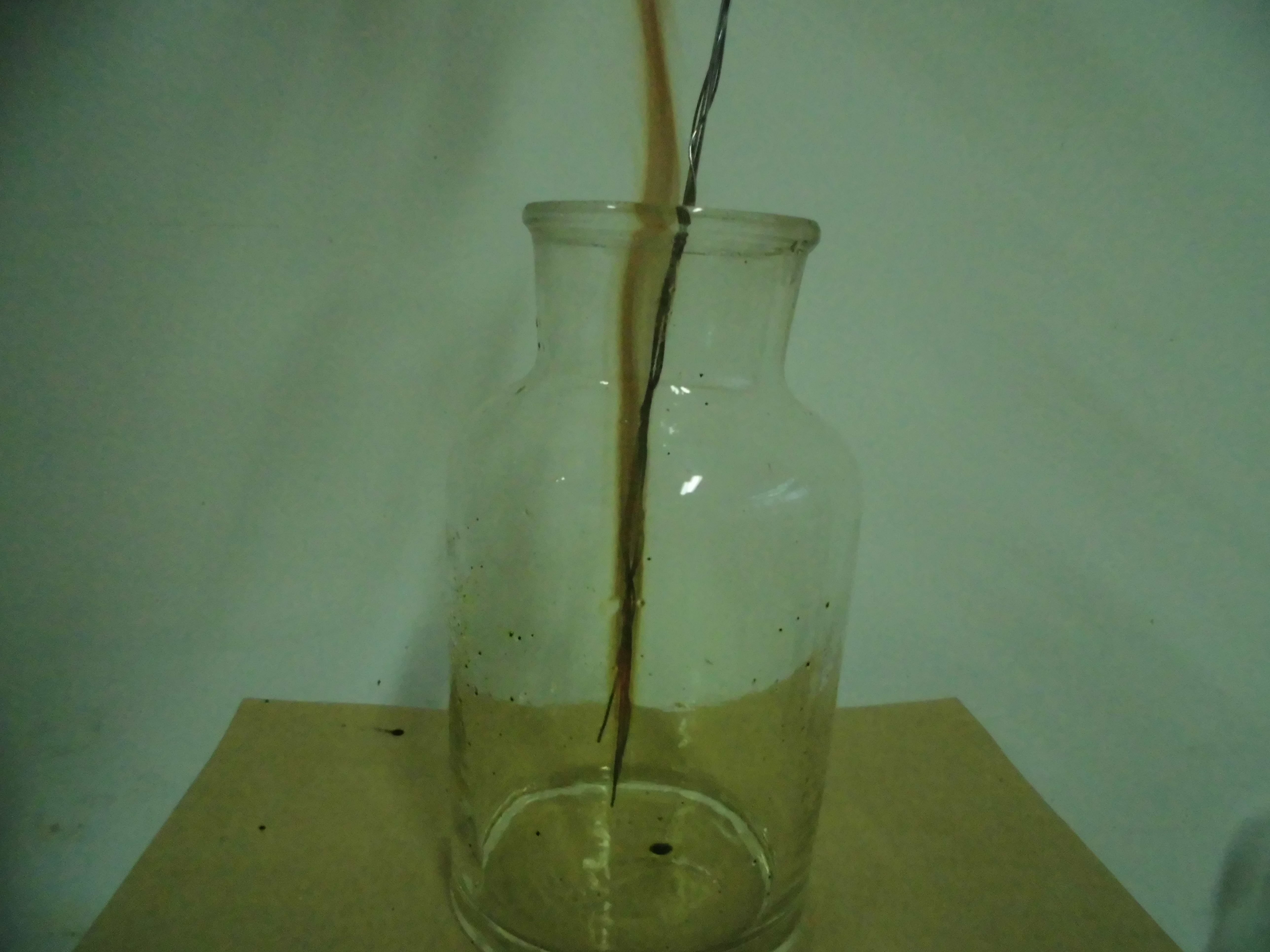
铁和氯气反应，生成氯化铁。

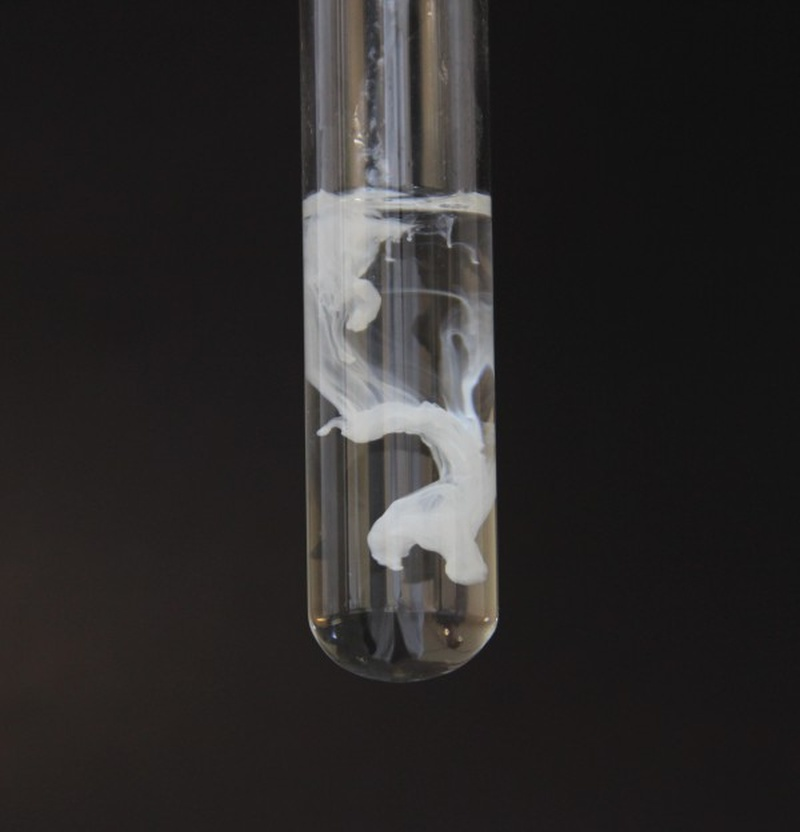
硝酸银和盐酸一接触，便立刻产生了氯化银沉淀。

金属卤化物可以通过金属和相应的卤素发生的化合反应得到，如：
Sn + 2 Cl2 → SnCl4
实际上，这类反应会放出大量热，无法成为大量制备卤化物的方法。另外，许多过渡金属有很多价态，不是所有价态的卤化物都能通过直接化合法得到的。例如氯化铁可以通过铁在氯气中燃烧产生，而氯化亚铁不能。加热高价态的卤化物可以得到较低价态的卤化物，或者有些中间价态的卤化物加热时发生的歧化反应也能得到较低价态的卤化物。三氯化金在160°C加热可以得到氯化亚金：
AuCl3 → AuCl + Cl2
金属、金属的氧化物、氢氧化物、碳酸盐等和氢卤酸的反应也能得到卤化物，如：
Ni(OH)2 + 2 HI → NiI2 + 2 H2O
通常从溶液中可以结晶出金属卤化物的水合物，有时候，水可以通过加热、真空处理等方式除去而得到无水物，但一些水合物在加热时会发生水解，这时就要通过其它方法来制备无水物，如在卤化氢气体中加热、用氯化亚砜处理等：
MCln·xH2O + x SOCl2 → MCln + x SO2 + 2x HCl
难溶的卤化物能够通过复分解反应得到沉淀：
Ag+ (aq) + Br− (aq) → AgBr (s)
但对于碘化汞等金属卤化物，则要控制卤离子的加入量，否则会因为生成配合物而进一步溶解。
一些金属卤化物的无水物可以通过耦合反应得到，如将氯气或溴通过氧化物和碳的混合物得到：
TiO2 + 2 Cl2 + C → TiCl4 + CO2
2 CuO + C + 2 Br2 → 2 CuBr2 + CO2

## 性质
离子型卤化物有着很高的熔点和沸点，可溶于水，有一些还容易潮解，但它们在有机溶剂中的溶解性较差。
一些低氧化态的过渡金属卤化物在水中的溶解性较好，如氯化亚铁、氯化钴、氯化镍等，而高氧化态的则倾向于发生水解，如氯化铁、四氯化钛、四氯化钒等。
单分子型共价金属卤化物有较低的熔点和沸点，如四氯化钛的熔点为−25 °C，沸点为135 °C，在室温时是液体。它们通常难溶于水，或者和水作用水解，但可溶于有机溶剂。
聚合物型共价金属卤化物的熔点和沸点比单体型的高，但比离子型的低。它们只有在有配体存在的情况下，多聚体解聚为单体才能溶解，如氯化钯难溶于水，却能溶解在浓氯化钠的溶液中：
PdCl2 (s) + 2 Cl− (aq) → PdCl42− (aq)
氯化钯在多数有机溶剂中也难溶，但是在乙腈或苯甲腈中可溶：
[PdCl2]n + 2n CH3CN → n PdCl2(CH3CN)2
第一过渡系的四面体四卤阴离子可由季铵盐氯化物和金属卤化物反应制得：
MCl2  +  2 Et4NCl   →   (Et4N)2MCl4  (M = Mn, Fe, Co, Ni, Cu)
五氟化锑是一种强路易斯酸，它和氟化氢结合，形成氟锑酸。五氟化锑可用于比较不同化合物的路易斯碱性，这种测量碱性的方法可以参见Gutmann给体数。